# Mijail Suslin
Mijail Suslin (rus: Михаи́л Я́ковлевич Су́слин)  (Krasavka, Balaixov, 15 de novembre de 1894 - Krasavka, Balaixov, 21 d'octubre de 1919), a vegades transliterat com Mikhail Souslin, va ser un matemàtic rus, mort prematurament.

## Vida i Obra
Fill únic d'una família de camperols pobres, va fer els estudis primaris al seu poble amb molt bones qualificacions que li van permetre ingressar al institut de secundària de Balaixov el 1905. A Balaixov vivia de pensió a l'apartament del comerciant Bezborodov i es guanyava la vida donant classes a estudiants rics. El 1913 va ingressar a la universitat de Moscou on aviat es va convertir en un dels membres destacats dels lusitans, el cercle de deixebles de Nikolai Luzin. Es va graduar el 1917 i va romandre a la universitat per preparar-se com a docent, però la revolució soviètica va fer que els docents es traslladessin a Ivànovo on va ser professor del Politècnic de la ciutat el curs 1918-1919.
A Ivànovo se li va empitjorar la seva ja dèbil salut. L'estiu de 1919 va demanar un permís de varios mesos per recuperar-se al seu poble, però li va ser denegat, motiu pel qual va abandonar el Politècnic i se'n va anar al seu poble, on va morir el octubre d'un tifus probablement contret en el viatge. Tenia 25 anys.
Suslin es va dedicar a l'estudi de la teoria de conjunts, tot i que en la seva curta vida només va publicar una breu nota (quatre pàgines) als Comptes rendus de l'Académie des sciences amb el títol de Sur une définition des ensembles mesurables B sans nombres transfinis en la qual demostrava que la projecció d'un conjunt de Borel no ha de ser necessàriament un altre conjunt de Borel com havia suposat Lebesgue.
Posteriorment, el 1920, en un número de la revista Fundamenta Mathematicae va aparèixer una llista de problemes, un dels quals estava atribuit a Suslin i, el 1923, el matemàtic polonès Kuratowski va publicar a la mateixa revista un article, basat en una memòria pòstuma de Suslin, titulat Sur un corps non dénombrable de nombres réels.
Malgrat aquest escàs nombre de publicacions, Suslin és una figura central en el desenvolupament de la teoria de conjunts i en l'estudi dels grans cardinals i de l'hipòtesi del continu.